# Giselle
Giselle è un balletto romantico in due atti del 1841; caposaldo fondamentale del repertorio della danza mondiale, riassume in sé tutti gli elementi stilistici, tecnici ed espressivi del balletto classico-romantico.. 
Giselle nacque dall'idea dello scrittore Théophile Gautier e venne poi musicato, in brevissimo tempo, non appena la stesura del libretto fu terminata, da Adolphe-Charles Adam, celebre compositore di musiche di opere liriche e per balletto. La coreografia fu affidata a Jean Coralli; i passi della prima ballerina furono invece curati da Jules Perrot.

## Storia
Fu Théophile Gautier, scrittore autorevole e critico d'arte, a ideare il balletto Giselle, sfogliando le pagine del saggio critico De l'Allemagne di Heinrich Heine. L'autore fu profondamente affascinato dalla leggenda delle Villi, spiriti della tradizione slava.
Nel 1841, animato dalla fervente ammirazione per la ballerina Carlotta Grisi, decise di iniziare a scrivere di suo pugno un balletto intitolato Les Wilis. Balletto. In un primo tempo, il timore di attirarsi lo sdegno di quanti, ritenendolo un grande romanziere, avrebbero considerato questa opera troppo effimera e superficiale lo fece vacillare nel suo intento. Successivamente, forse anche grazie ai versi di Fantômes, tratti dalla raccolta Les Orientales di Victor Hugo, comprese la dignità letteraria del tema che aveva prescelto e sciolse ogni riserva.
La sera stessa in cui prese la decisione si recò all'Opéra National de Paris dove incontrò il drammaturgo Jules-Henri Vernoy de Saint-Georges, cui volle affidare l'incarico della stesura del libretto. Entusiasta della proposta, il drammaturgo completò in pochi giorni una bozza, che però si discostava molto dal pensiero originario di Théophile Gautier. I due autori allora decisero di redigere a quattro mani il libretto definitivo, che fu accolto immediatamente all'Opéra National de Paris.
La scelta del compositore per musicare il balletto non poteva che ricadere su Adolphe-Charles Adam, musicista di grande fama nella produzione di balletti.
Le musiche vennero composte in soli otto giorni, in stretta collaborazione con gli autori del libretto. Giselle ebbe così la sua musica, nuova, accolta benevolmente anche dalla critica del tempo.
Il coreografo designato dagli autori non fu lo stesso che poi realizzò, almeno formalmente, le coreografie: all'Opéra National de Paris avevano incaricato della coreografia Jean Coralli, mentre gli autori, che avevano fortemente voluto Carlotta Grisi, avevano designato in questo stesso ruolo il compagno della ballerina il famoso Jules Perrot. Si decise dunque che Coralli avrebbe curato le scene nell'insieme, mentre Jules Perrot avrebbe ideato i passi della ballerina; il lavoro di quest'ultimo fu compiuto in segreto e gratuitamente.
In seguito, sui manifesti e i volantini, comparve solo il nome di Jean Coralli.
All'Opéra National de Paris, il 28 giugno del 1841, giorno del suo ventiduesimo compleanno, Carlotta Grisi si esibì per la prima volta in Giselle, insieme a Lucien Petipa nel ruolo di Albrecht. Il balletto riscosse un successo incredibile, tanto che ancora oggi viene considerato come uno dei più grandi balletti classici mai rappresentati.

### Tra realtà e leggenda
L'autore del libretto, alla lettura del De l'Allemagne di Heinrich Heine rimase impressionato dalla suggestività dei luoghi descritti e soprattutto della Saga delle "Villi" (dalla radice slava Vila che significa fata), nome con il quale, nella mitologia dei popoli slavi, si designano gli spiriti di giovani fanciulle morte infelici perché tradite o abbandonate prima del matrimonio. Vendicative e spettrali, incapaci di trovare riposo eterno nella morte, ogni notte vagano in cerca dei loro traditori e li costringono, con l'aiuto di rametti di vischio apparentemente magici, a ballare convulsamente fino a provocarne la morte per sfinimento o fino a che, totalmente indeboliti, non vengano gettati in un lago nelle loro vicinanze.
Alla morte del rispettivo traditore, le Villi si dileguano e con esse svanisce, finalmente placato, il fantasma della fanciulla morta per amore. Nel libro di Heine, inoltre, le Villi provano un irrefrenabile desiderio e amore per la danza, aspetto che contribuì a fare di questa leggenda la fonte di ispirazione del balletto.

### Grandi interpreti
Il ruolo di Giselle è stato interpretato la prima volta da Carlotta Grisi, ballerina di straordinario talento, capace di impersonificare con grande maestria tanto la contadina quanto la Villi. Diversa fu l'interpretazione di Fanny Elssler, che danzò in questo ruolo due anni dopo la prima. La ballerina, infatti, anche grazie alle sue specifiche doti coreutiche, spostò il centro del balletto non più sulla fine del secondo atto, durante l'atmosfera magica delle Villi danzanti, ma sulla morte di Giselle, alla fine del primo atto.

Questa contrapposizione tra i due talenti sottolinea la difficoltà che richiede l'interpretazione del ruolo di Giselle: intensità, mimica e capacità drammatiche nel primo atto; tecnicismo e leggerezza nel secondo. Le due ballerine dunque, insieme, hanno saputo ricreare il personaggio nel migliore dei modi.

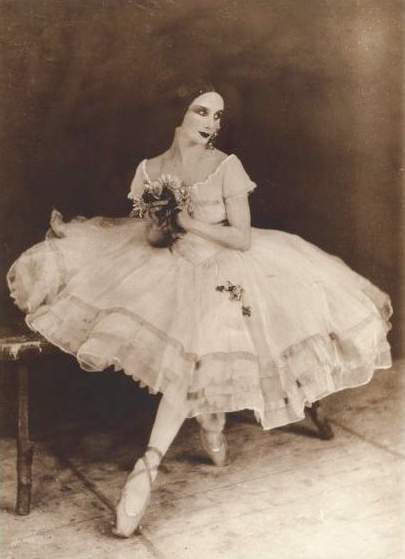
Anna Pavlova interpreta Giselle, Atto primo (circa 1900)

I nomi della danza che hanno interpretato questo ruolo sono tra i più famosi: Tamara Karsavina, Olga Spessivtseva, Galina Ulanova, Alicia Markova, Alicia Alonso, Antoinette Sibley, Margot Fonteyn, Lynn Seymour, Natalija Makarova, Gelsey Kirkland, Ekaterina Maximova, Eva Evdokimova, Natalija Bessmertnova, Vera Colombo, Elisabetta Terabust, Galina Mezenceva, Altynai Asylmuratova, Alessandra Ferri, Viviana Durante, Natal'ja Osipova, Marianela Núñez, Svetlana Zacharova. Giselle è stato il "cavallo di battaglia" di Carla Fracci, da lei interpretata moltissime volte accanto a celebri partner.. Nel  2004 Carla Fracci ha realizzato per il Teatro dell’Opera di Roma una versione a sua firma, che è stata interpretata da Laura Comi. 
Per quanto riguarda invece il ruolo di Albrecht, si ricordano i nomi di Lucien Petipa, Rudol'f Nureev, Erik Bruhn, Michail Lavrovskij, Michail Baryšnikov, Vladimir Viktorovič Vasil'ev.

### Giselleoggi
A differenza di altri balletti romantici, nel corso del tempo Giselle non ha subito significative modifiche per quanto concerne la coreografia.
L'ultima rappresentazione originale all'Opéra National de Paris risale al 1868 e fu solo in seguito, con l'arrivo di Marius Petipa, fratello di Lucien Petipa, il primo interprete del balletto, che Giselle venne adattata alla tradizione della scuola russa. Petipa apportò dei tagli soprattutto nelle scene mimate e nella variazione che la protagonista esegue nel primo atto. Il merito del successo del balletto nel Novecento è da attribuirsi soprattutto alla produzione dei Balletti russi di Sergej Djagilev.
Giselle è entrata anche nella danza contemporanea con la famosa versione del coreografo Mats Ek, figlio della coreografa svedese Birgit Cullberg. Creato nel 1982 per Ana Laguna, grande ballerina e sua compagna, è ritenuto uno dei capolavori del balletto contemporaneo. Oltre ad Ana Laguna, tra le principali Giselle che hanno interpretato la coreografia di Mats Ek si ricordano Pompea Santoro, Aurélie Dupont, Marie-Agnès Gillot, Elisabetta Armiato, Sthepanie Hancox

## La musica
L'importanza attribuita a questo balletto classico è dovuta soprattutto alla sua originalità musicale. I balletti rappresentati prima di Giselle non presentano quasi nessun elemento composto su misura: molti sono orchestrati con brani simili ad altri o addirittura presi in prestito. Le musiche di questo balletto invece sono tessute rispettando l'intenzione e la creatività del coreografo e dell'autore e mostrano ben poche somiglianze dirette con la musica del tempo. Gli unici brevi passaggi non scritti da Adam sono otto battute prese da una canzone di Löise Puget e tre battute tratte dall'Euryanthe di Carl Maria von Weber. Giselle è inoltre il primo balletto in cui l'autore introduce il leit motiv specificatamente come elemento di narrazione.
Ci sono sette temi principali nel balletto: quattro di questo appartengono al popolo: i mietitori, i cacciatori, le Villi e Hilarion. Tre di questi sono meno specifici: il tema della danza e due leit motiv d'amore. 
Oggigiorno le produzioni di Giselle sono danzate su musiche considerevolmente lontane dai brani originali di Adam. Le modifiche furono dapprima apportate da Marius Petipa, quando revisionò il balletto a San Pietroburgo nel 1884, poi nel 1887 e successivamente nel 1899. Attraverso le centinaia di rappresentazioni messe in scena a partire dalla prima parigina, le musiche di Adam hanno subito alterazioni, aggiunte e tagli. Parte infatti delle musiche che possiamo ascoltare oggi sono state attribuite ad altri compositori, incluso il conduttore del Teatro Imperiale di San Pietroburgo, Léon Minkus.

## Il soggetto
Il balletto consiste in due atti: il primo riguarda la vicenda di Giselle che culmina nella sua morte; il secondo atto invece riguarda la leggenda delle Villi e l'amore di Giselle per Albrecht che culmina nella volontà di salvargli la vita, anche se egli è stato la principale causa della sua morte.

### Atto I

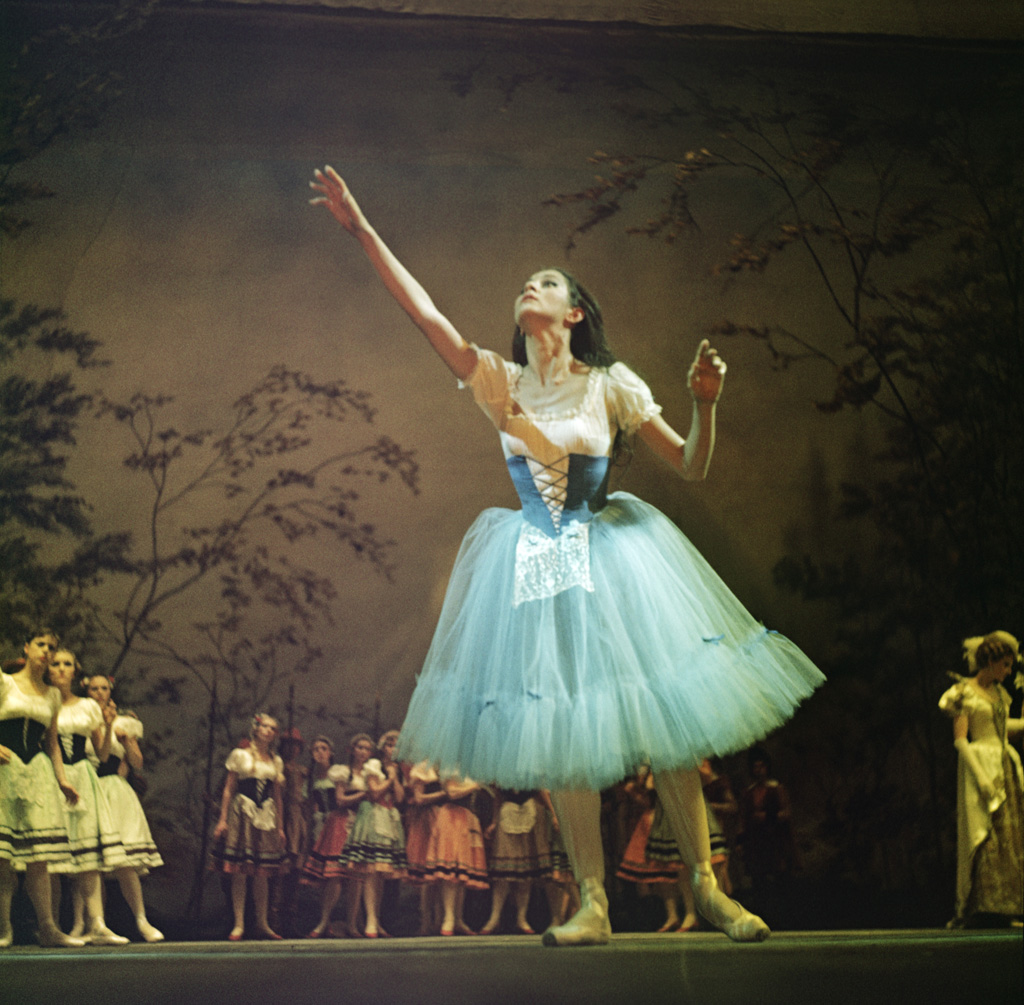
Nel primo atto Giselle è una contadinella che si innamora del principe ma muore di crepacuore quando scopre di essere stata ingannata da lui

In un villaggio della Renania medievale, durante la vendemmia, appare una giovane contadina, Giselle, che vive in una casetta con sua madre Berthe. La ragazza adora ballare e darebbe la vita per questa sua passione. Entra in scena un giovane vestito da popolano, Loys, che abita nei pressi ma che in realtà è, sotto mentite spoglie, il principe di Slesia, Albrecht. Giselle è inconsapevole delle sue nobili origini ed appare in un primo momento titubante, mentre accetta poi la corte del giovane, di cui si innamora.
Giselle e Albrecht, nei panni di Loys, danzano gioiosamente nonostante i continui richiami della madre di lei che l'ammonisce per le sue precarie condizioni di salute. La madre è inoltre ossessionata dalla leggenda delle Villi e diffida istintivamente di Loys, temendo di vedere un giorno la figlia trasformata in una Villi. I giovani innamorati affidano il destino del loro amore allo sfogliare i petali di una margherita; l'innocente gioco termina con un presagio negativo. Wilfred, amico del principe, tenta invano di dissuaderlo dal continuare la relazione con la giovane contadina. Entra in scena Hilarion, il guardiacaccia, geloso di Giselle, che nota furtivamente il mantello del giovane sconosciuto e la sua spada con uno stemma. In lontananza, il suono di un corno annuncia una battuta di caccia.
Arriva la corte, impegnata nella battuta, ed entra nel villaggio per trovare ristoro. Tra i vari componenti del seguito c'è la promessa sposa di Albrecht, la principessa Bathilde, con suo padre, il Duca di Curlandia. Giselle offre loro del vino e Bathilde, impressionata dal candore, dall'innocenza e dalla dolcezza della giovane contadina, le fa dono del suo medaglione. Hilarion, intanto, si aggira furtivamente, osservando Loys, inquieto e preoccupato. Questo conferma i suoi sospetti. Il rivale in amore, accecato dalla gelosia, smaschera allora il principe davanti a tutti, mostrando la spada con lo stemma. Giselle, perdutamente innamorata,  nella disperazione prende la spada di Albrecht per uccidersi, ma poi impazzisce e muore per il dolore tra gli sguardi inorriditi dei presenti e lo strazio della madre.

### Atto II

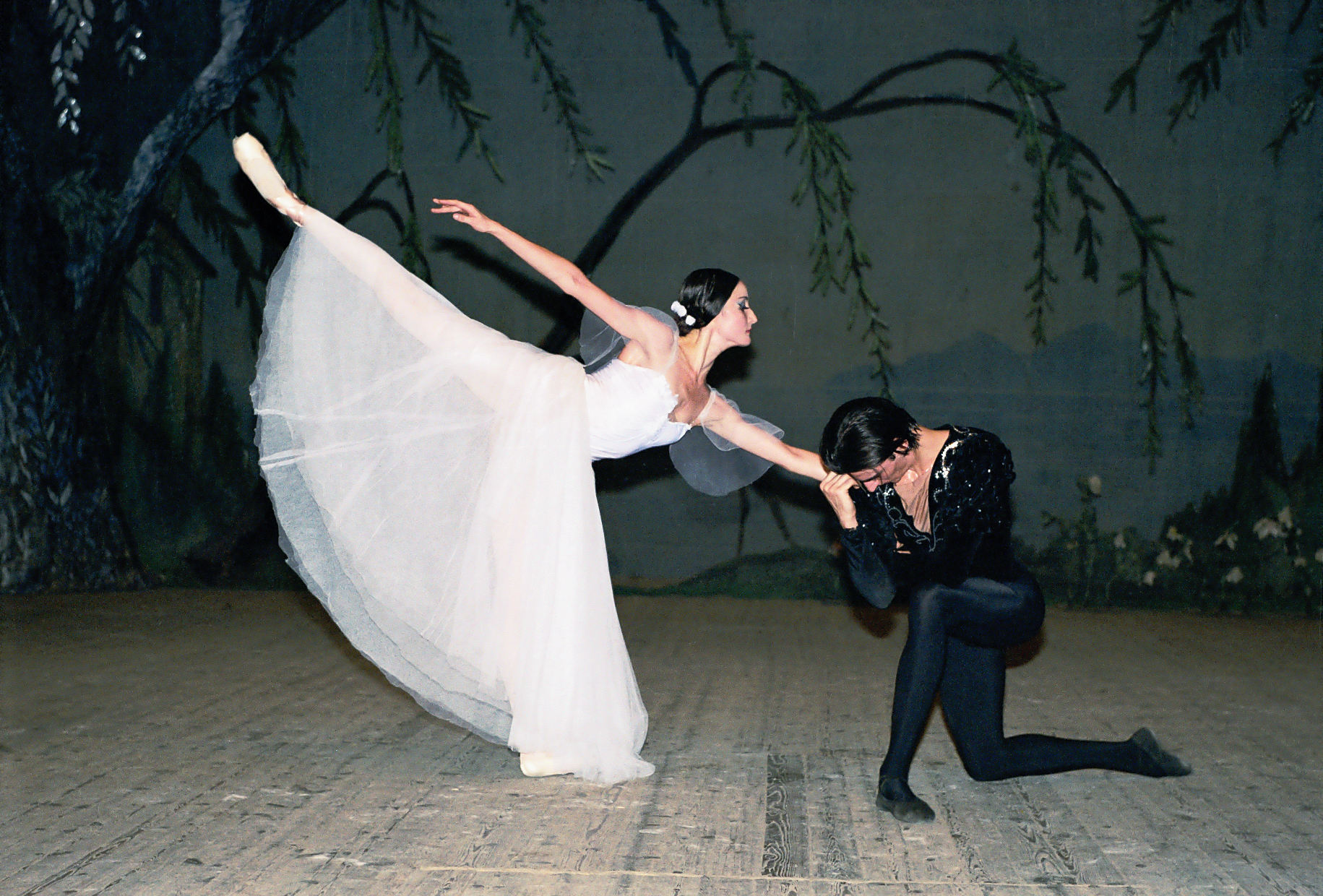
Nel secondo atto Giselle è uno spirito e danza con il principe per evitarne la morte secondo il crudele volere delle Villi

Il secondo atto si svolge in una radura illuminata dalla luna nei pressi della tomba di Giselle.
Hilarion è sconvolto dal rimorso per la morte di Giselle e si reca presso la sua tomba. Nelle vicinanze vi sono i suoi amici, che cercano di distoglierlo e portarlo via. A un tratto i giovani percepiscono intorno a loro una presenza irreale e, spaventati, fuggono. Entrano in scena Myrtha, l'implacabile regina delle Villi, e le sue discepole. Giselle, evocata dalla sua tomba e accolta da Myrtha e dalle creature soprannaturali, danza con esse.
Hilarion è intanto inseguito dalle Villi, che lo costringono a danzare fino alla morte. Albrecht arriva disperato alla ricerca della tomba di Giselle; il fantasma della ragazza appare davanti a lui e gli ricorda il funesto presagio della margherita, il fiore cui avevano affidato il destino del loro amore. Egli implora il suo perdono, ma Myrtha raduna a sé tutte le sue discepole costringendo Albrecht a danzare. L'intento è quello di punire il giovane per il suo tradimento d'amore e farlo morire per sfinimento. Giselle supplica inutilmente Myrtha di risparmiarlo. Quindi inizia a proteggerlo, sorreggendolo e danzando con lui per tutta la notte.
Alle prime luci dell'alba le Villi sono costrette a svanire, Albrecht è salvo grazie all'amore di Giselle che, non appartenendo più alle Villi, torna per il riposo eterno nella sua tomba. Ai piedi della sepoltura rimane il giovane principe, solo e affranto dal dolore.

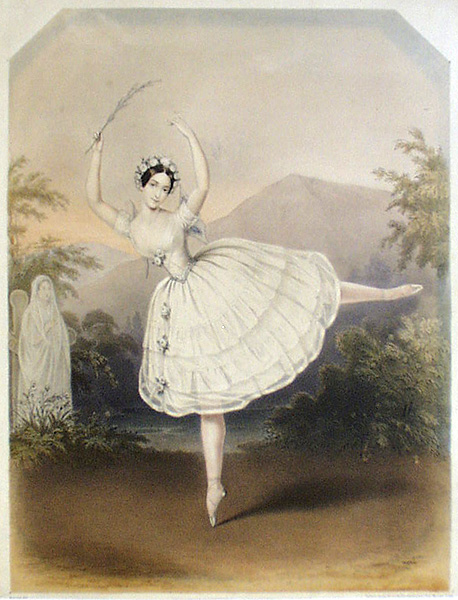
Adèle Dumilâtre interpreta Myrtha, Regina delle Villi. Litografia a colori, 1843

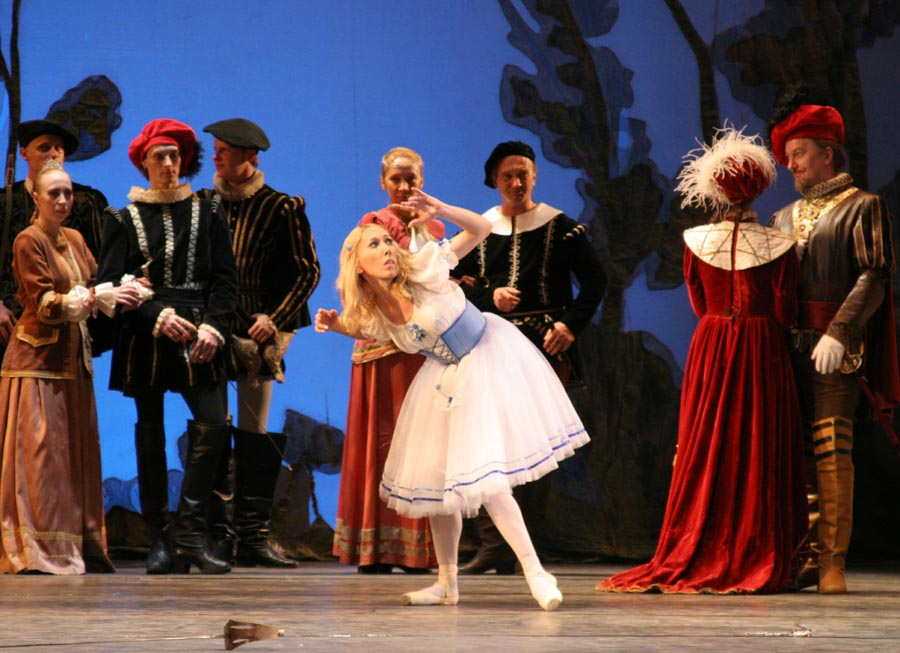
Oxana Kuzmenko